# Torre de Rambla
La Torre de Rambla, també anomenada Sa Torreta o Torre des Tamarells, és una torre de guaita del tipus torre Martello, situada al cap de Rambla, entre la cala de sa Torreta i la cala des Tamarells, sobre un penya-segat davant del mar, enfront de l'illa d'en Colom, al municipi de Maó (Menorca).

## Història
Construïda el 1801, és una de les 11 torres Martello que va erigir a l'illa el capità enginyer Robert d'Ancy, per ordre del governador de Menorca, Sir Charles Stuart.

## Descripció
És troncocònica, de pedra sense forma i morter sobre un sòcol. Dos cordons de marès i lleugerament sortints, emmarquen externament el parapet de la terrassa. Està formada per planta baixa, pis intermedi i terrassa de combat. La planta baixa era magatzem de queviures, pólvores i recanvis i tenia excavada una cisterna quadrada. A la planta intermèdia s'hi allotjava la guarnició. Estava formada per una sola habitació de planta octogonal i amb volta. La porta d'accés estava a mitja alçada, protegida per un matacà sostingut per 4 mènsules, amb espitlleres entre les mènsules.
Es conserva en el seu estat original, llevat de l'accés realitzat a la planta baixa. Els seus murs estaven molt deteriorats, per aquest motiu el setembre de 2021 van començar les obres de restauració, amb una durada prevista de 6 mesos.